# 馬拉茲利伊夫卡 (韃靼布納雷區)
45°53′0″N 29°53′53″E / 45.88333°N 29.89806°E
馬拉茲利伊夫卡（烏克蘭語：Маразліївка）是位於烏克蘭西南部的村莊，由敖德萨州裡比爾霍羅德-德涅斯特羅夫斯基區的迪維濟亞市鎮負責管轄。該村始建於1878年，面積1.04平方公里，海拔高度11米，2001年人口329。